# Maciej Antczak
Maciej Roman Antczak – polski inżynier, informatyk i bioinformatyk, doktor habilitowany nauk inżynieryjno-technicznych. Specjalizuje się w projektowaniu i analizie algorytmów oraz metod obliczeniowych rozwiązujących kombinatoryczne problemy biologii molekularnej. Profesor uczelni oraz zastępca dyrektora Instytutu Informatyki Wydziału Informatyki i Telekomunikacji Politechniki Poznańskiej oraz pracownik naukowy Instytutu Chemii Bioorganicznej PAN, gdzie był zatrudniony w Zakładzie Bioinformatyki (kierowanym przez prof. Jacka Błażewicza), a następnie w Zakładzie Bioinforrmatyki Strukturalnej (kierowanym przez prof. Martę Szachniuk).

## Życiorys
W 2005 r. ukończył informatykę na Politechnice Poznańskiej. Rozprawę doktorską pt. Algorytmiczne aspekty modelowania i ewaluacji biomolekuł, wykonaną pod kierunkiem prof. Marty Kasprzak, obronił w 2013 r. na Wydziale Informatyki i Zarządzania PP. W 2019 r. Rada Dyscypliny Informatyka Techniczna i Telekomunikacja Politechniki Poznańskiej nadała mu stopień doktora habilitowanego nauk inżynieryjno-technicznych na podstawie osiągnięcia pt. Metody obliczeniowe wspomagające modelowanie struktur złożonych cząsteczek RNA.

## Dorobek naukowy
Jest współautorem szeregu specjalizowanych algorytmów, efektywnych narzędzi i szeroko wykorzystywanych serwerów obliczeniowych służących modelowaniu i kompleksowej analizie struktur przestrzennych cząsteczek biologicznych, a w szczególności RNA, np. system RNAComposer umożliwia automatyczne modelowanie struktur 3D RNA na podstawie sekwencji nukleotydów. Współpracuje w ramach międzynarodowej inicjatywy RNA-Puzzles tworząc rozwiązania: (a) pozwalające ekspertom skutecznie udoskonalać proces modelowania struktur 3D złożonych cząsteczek RNA oraz (b) wspomagające automatyzację procesu ewaluacji modeli 3D RNA zgłoszonych w konkursie. Publikuje artykuły w takich czasopismach jak m.in. „Bioinformatics”, „Nucleic Acids Research”, „ACM Computing Surveys”, „BMC Bioinformatics”, „RNA”, „International Journal of Applied Mathematics and Computing Science”.

## Nagrody i wyróżnienia
W 2019 r. został finalistą dziewiętnastej edycji Nagród Naukowych tygodnika Polityka w dziedzinie „Nauk Technicznych”. W 2020 r. uzyskał trzyletnie stypendium Ministra Nauki i Szkolnictwa Wyższego dla wybitnych młodych naukowców oraz nagrodę Wydziału IV Nauk Technicznych PAN za wybitne osiągnięcia naukowe za cykl prac przedstawiający efektywne algorytmy i metody dla wyzwań bioinformatyki strukturalnej.